# Rapimento (film 1965)
Rapimento (Rapture) è un film del 1965 diretto da John Guillermin.

## Trama
Agnes, un'adolescente, suo padre e la governante accolgono un marinaio di nome Joseph nella loro casa in Bretagna. Ben presto però nasce un'attrazione tra Joseph e Agnes.